# Lijst van voetbalclubs aangesloten bij de Groninger Voetbalbond
Dit is een lijst van voetbalclubs die aangesloten en/of actief zijn geweest bij de Groninger Voetbalbond (GVB).
Vanaf 1940 waren clubs uit de regio van de Groninger Voetbalbond automatisch lid van de Groninger Voetbalbond zodra zij zich hadden ingeschreven bij de KNVB.

## Legenda
(1) achter de clubnaam - Zijn meerdere clubs met dezelfde naam geweest, echter zijn verschillende clubs.
   bij Lid sinds - Club is heropgericht of heringeschreven, echter de datum hiervan is onbekend.
   bij Lid tot - Club is uitgeschreven of opgeheven voor 1996, datum hiervan is echter onbekend.
—  bij Lid tot - Club is tot einde van de bond (1996) actief gebleven.
| Club                          | Plaats              | Lid sinds                                      | Lid tot                     | Bijzonderheden |
| ----------------------------- | ------------------- | ---------------------------------------------- | --------------------------- | --- |
| Achilles 1894                 | Assen               | september 1907 1917                            | september 1915 juli 1926    | Speelde eerder bij de Noordelijke Voetbalbond, vanaf jul 1926 aangesloten bij de Drentse Voetbalbond |
| VV Actief                     | Paterswolde Eelde   | augustus 1934                                  | —                           | Was tot aug 1934 aangesloten bij de Onderlinge Voetbalbond Noord Drenthe, heette tot apr 1938 VV Paterswolde, tussen apr 1938 en 1951 AVA. Club is opgericht in Paterswolde en later verhuisd naar Eelde. |
| ACVV                          | Appingedam          | augustus 1940                                  | september 1941              | Speelde tot aug 1940 bij de Onderlinge Voetbalbond Groningen |
| ADC                           | Appingedam          | november 1932                                  | september 1936              | |
| De Adelaar                    | Winschoten          | november 1921                                  | september 1923              | |
| VV Adorp                      | Adorp               | augustus 1932                                  | februari 1941 —             | Heropgericht in 1946 |
| VV Aduard                     | Aduard              | november 1924                                  | Vraag                       | |
| AGW                           | Wildervank          | oktober 1914                                   | Vraag                       | |
| VV Alerte                     | Assen               | februari 1918                                  | Vraag                       | Heette tot sep 1919 AFC, was later aangesloten bij de Drentse Voetbalbond |
| VV Alteveer (1)               | Alteveer            | juni 1932                                      | oktober 1935                | |
| VV Alteveer (2)               | Alteveer            |                                                | —                           | |
| Alteveerse Boys (1)           | Alteveer            | juni 1933                                      | april 1936                  | |
| Alteveerse Boys (2)           | Alteveer            | april 1936                                     | februari 1941               | Heette tot 1936 De Zwaluwen |
| Always Ready                  | Nieuwe Pekela       | juni 1934                                      | juli 1937                   | |
| Amicitia                      | Groningen           | september 1930                                 | 1952                        | Fuseerde in 1952 tot Amicitia VMC |
| Amicitia VMC                  | Groningen           | 1952                                           | —                           | |
| VV Appingedam (1)             | Appingedam          | 1911                                           | april 1918                  | |
| VV Appingedam (2)             | Appingedam          | september 1920                                 | —                           | |
| Appingedamse Boys             | Appingedam          | augustus 1933                                  | Vraag                       | |
| VV Assen (1)                  | Assen               | november 1914                                  | december 1918               | |
| VV Assen (2)                  | Assen               | oktober 1922                                   | februari 1926               | |
| Asser Boys                    | Assen               | september 1923                                 | juli 1926                   | Vanaf jul 1926 aangesloten bij de Drentse Voetbalbond |
| VV Astrea                     | Groningen           | augustus 1932                                  | —                           | |
| ASZ                           | Groningen           | juni 1941                                      | november 1942               | Heette tot juni 1941 Quick '39 |
| ATS                           | Delfzijl            | september 1924                                 | februari 1937               | |
| AVV Attila (1)                | Assen               | februari 1919                                  | augustus 1924               | |
| Attila (2)                    | Assen               | oktober 1925                                   | juli 1926                   | Heette tot dec 1925 Hercules, vanaf jul 1926 aangesloten bij de Drentse Voetbalbond |
| AVA                           | Groningen           | september 1928                                 | juli 1933                   | Heette tot jun 1929 Attila |
| Avoké                         | Sauwerd             | juni 1939                                      | 1940                        | |
| AVV                           | Veendam             | juli 1937                                      | december 1939               | |
| VV Baflo                      | Baflo               | mei 1934                                       | —                           | Is later VV Marcia gaan heten |
| VV Bareveld (1)               | Bareveld            | september 1922                                 | augustus 1924               | |
| VV Bareveld (2)               | Bareveld            | juli 1936                                      | januari 1939                | |
| VV Bareveld (3)               | Bareveld            |                                                | —                           | |
| De Bataafsche                 | Groningen           | maart 1939                                     | 1939                        | Heette tot apr 1939 Shell |
| VV Bato                       | Winschoten          | september 1920                                 | —                           | |
| VV Bedum (1)                  | Bedum               | december 1920                                  | juni 1933                   | |
| VV Bedum (2)                  | Bedum               | augustus 1933                                  | —                           | |
| VV Beerta (1)                 | Beerta              | september 1923                                 | september 1929              | |
| VV Beerta (2)                 | Beerta              | september 1929                                 | augustus 1936               | |
| VV Bellingwolde (1)           | Bellingwolde        | oktober 1921                                   | maart 1923                  | |
| VV Bellingwolde (2)           | Bellingwolde        | augustus 1929                                  | —                           | |
| Beneden Ooster                | Veendam             | april 1936                                     | januari 1939                | |
| Be Quick 1887                 | Groningen           | september 1907                                 | —                           | |
| Bierumer Boys                 | Bierum              | juni 1938                                      | februari 1941               | |
| BFC                           | Bedum               | 1911                                           | 1914                        | |
| VV Blauw Geel '15             | Groningen           | oktober 1932                                   | —                           | |
| VV Blijham                    | Blijham             | september 1935                                 | februari 1941               | |
| VV BNC                        | Finsterwolde        | september 1940                                 | —                           | |
| VV Boerakker                  | Boerakker           | augustus 1933                                  | —                           | Was tot 1933 aangesloten bij de Onderlinge Voetbalbond Westerkwartier |
| VV Borgercompagnie (1)        | Borgercompagnie     | september 1922                                 | oktober 1922                | |
| VV Borgercompagnie (2)        | Borgercompagnie     | 1949                                           | —                           | |
| Bravery                       | Finsterwolde        | juli 1934                                      | september 1940              | In sep 1940 gefuseerd tot BNC Finsterwolde |
| BRC                           | Groningen           | september 1923                                 | juli 1945                   | In jul 1945 opgegaan in Oosterparkers |
| BSC                           | Bourtange           | maart 1933                                     | december 1940               | |
| Calpon                        | Groningen           | december 1939                                  | februari 1941               | |
| CANS                          | Groningen           | december 1939                                  | februari 1941               | |
| CBT                           | Groningen           | oktober 1937                                   | september 1941              | Was tot okt 1937 aangesloten bij de NASB |
| CCG                           | Groningen           | 1917                                           | 1918                        | |
| Celeritas                     | Groningen           | september 1907                                 | oktober 1916                | |
| Centipede                     | Groningen           | februari 1919                                  | oktober 1919                | |
| CVV De C.J.V.-ers             | Groningen           | april 1929                                     | Vraag                       | |
| Clias                         | Wildervank          | juni 1927                                      | september 1931              | |
| Cordex                        | Groningen           | september 1928                                 | oktober 1935                | |
| Corenos                       | Roodeschool         | 1963                                           | —                           | |
| Corinthia (1)                 | Appingedam          | november 1921                                  | juni 1933                   | |
| Corinthia (2)                 | Appingedam          | augustus 1933                                  | < 1937                      | |
| Corinthia (3)                 | Appingedam          | juli 1937                                      | november 1941               | |
| CSVH                          | Hoogkerk            |                                                | —                           | |
| CVVB                          | Bedum               |                                                | —                           | |
| DAC                           | Delfzijl            | november 1932                                  | Vraag                       | |
| Damacota                      | Nieuwe Pekela       |                                                | —                           | |
| VV Delfzijl (1)               | Delfzijl            | augustus 1920                                  | augustus 1928               | |
| VV Delfzijl (2)               | Delfzijl            | december 1928                                  | november 1945               | Fuseerde in 1945 tot VV Neptunia Delfzijl |
| VV Den Andel (1)              | Den Andel           | september 1926                                 | september 1931              | |
| VV Den Andel (2)              | Den Andel           | november 1932                                  | januari 1939                | |
| DGV                           | Termunten           | augustus 1933                                  | juli 1937                   | |
| DIO Groningen                 | Groningen           |                                                | —                           | |
| VV Doezum                     | Doezum              | september 1933                                 | december 1939               | Was tot aug 1933 aangesloten bij de Onderlinge Voetbalbond Westerkwartier |
| Doezumer Boys                 | Doezum              | september 1935                                 | juli 1937                   | |
| VV Dollard                    | Hamrik              | oktober 1932                                   | februari 1937               | Heette tot nov 1932 OVV |
| DOS                           | Groningen           | 1917                                           | 1918                        | |
| DPV                           | Assen               | oktober 1925                                   | juli 1926                   | Vanaf jul 1926 aangesloten bij de Drentse Voetbalbond |
| SV Drieborg                   | Drieborg            |                                                | —                           | |
| VV Drieborg                   | Drieborg            | oktober 1932                                   | september 1936              | |
| VV DWZ                        | Veendam             | mei 1936                                       | —                           | |
| VV Eendracht                  | Winschoten          | oktober 1907                                   | 1909                        | |
| VV Eenrum                     | Eenrum              | augustus 1920                                  | —                           | |
| ENC                           | Groningen           | november 1937                                  | november 1942               | |
| VV Engelbert                  | Groningen           | juni 1930                                      | —                           | |
| Esemco                        | Groningen           | oktober 1935                                   | juli 1942                   | Was vermoedelijk ook gelijkertijd aangesloten bij de Groninger Kantoor Voetbalbond |
| VV Ezinge                     | Winsum              | juni 1930                                      | —                           | |
| VV Farmsum (1)                | Farmsum             | juli 1930                                      | november 1945               | Fuseerde in 1945 tot VV Neptunia Delfzijl |
| VV Farmsum (2)                | Farmsum             |                                                | —                           | |
| VV Finsterwolde               | Finsterwolde        | september 1929                                 | Vraag                       | |
| VV De Fivel                   | Zeerijp             | juni 1938                                      | —                           | Was tot jun 1938 aangesloten bij de Onderlinge Voetbalbond Groningen |
| Forward                       | Groningen           | september 1907                                 | oktober 1935                | Gefuseerd tot GSAVV Forward |
| VV Foxhol                     | Foxham              | september 1922                                 | december 1926               | |
| VV Froombosch                 | Froombosch          | september 1939                                 | —                           | |
| FVV                           | Foxhol              | augustus 1930                                  | —                           | |
| VV Garnwerd                   | Garnwerd            | september 1934                                 | juli 1939                   | |
| VV Gasselternijveen           | Gasselternijveen    | augustus 1923                                  | september 1928              | Vanaf sep 1928 aangesloten bij de Drentse Voetbalbond |
| GBC                           | Groningen           | augustus 1936                                  | 1940                        | |
| VV GEO                        | Garmerwolde         |                                                | —                           | |
| VV Gideon                     | Groningen           | september 1931                                 | januari 1939                | |
| VV Gieten                     | Gieten              | september 1925                                 | juli 1926                   | Vanaf jul 1926 aangesloten bij de Drentse Voetbalbond |
| Gieter Boys                   | Gieten              | september 1924                                 | oktober 1924                | |
| VV Glimmen (1)                | Glimmen             | oktober 1921                                   | augustus 1927               | |
| VV Glimmen (2)                | Glimmen             | november 1938                                  | —                           | |
| VV Godlinze (1)               | Godlinze            | juni 1938                                      | februari 1941               | |
| VV Godlinze (2)               | Godlinze            |                                                | —                           | |
| VV Gorecht                    | Haren               |                                                | —                           | |
| GOVC                          | Groningen           | september 1922                                 | februari 1926               | |
| GPTC                          | Groningen           | mei 1934                                       | september 1937              | Was tot mei 1934 aangesloten bij de Onderlinge Voetbalbond Groningen |
| Grashippers                   | Garsthuizen         | augustus 1938                                  | november 1943               | |
| GRC Groningen                 | Groningen           | augustus 1933                                  | —                           | |
| VV Grijpskerk                 | Grijpskerk          |                                                | —                           | |
| G.V. Groen Geel               | Groningen           | september 1923                                 | —                           | |
| VV Groen Wit                  | Groningen           | augustus 1933                                  | juli 1945                   | In jul 1945 opgegaan in Oosterparkers |
| VV Groen Zwart                | De Poffert          | september 1935                                 | september 1937              | |
| Grona                         | Groningen           | september 1928                                 | augustus 1930               | |
| VV Groningen (1)              | Groningen           | oktober 1914                                   | november 1915               | Heette tot okt 1914 Vitesse |
| VV Groningen (2)              | Groningen           | 1917                                           | december 1918               | Heette tot aug 1918 SDS |
| VV Groningen (3)              | Groningen           | september 1919                                 | oktober 1922                | |
| VV Groningen (4)              | Groningen           | augustus 1924                                  | februari 1926               | Heette tot okt 1924 Noorderlicht |
| VV Groninger Boys             | Groningen           | september 1922                                 | —                           | |
| Groninger Musici              | Groningen           | juni 1928                                      | september 1931              | |
| SC Gronitas                   | Groningen           | september 1933                                 | —                           | |
| VV Gruno (1)                  | Groningen           | april 1914                                     | Vraag                       | |
| VV Gruno (2)                  | Groningen           | juli 1918                                      | december 1918               | |
| VV Gruno (3)                  | Groningen           | oktober 1921                                   | februari 1941 —             | |
| GRVC                          | Groningen           | december 1939                                  | maart 1942                  | |
| GSVV                          | Groningen           | 1913                                           | 1923                        | In 1923 gefuseerd tot Forward Groningen |
| GSVV                          | Groningen           | januari 1938                                   | juni 1941                   | In de jaren 40 heropgericht, in 1950 opgegaan in GSAVV Forward |
| GSVV The Knickerbockers       | Groningen           |                                                | —                           | |
| GVAV                          | Groningen           | augustus 1917                                  | januari 1921                | Fuseerde in jan 1921 tot GVAV-Rapiditas |
| GVAV-Rapiditas                | Groningen           | januari 1921                                   | —                           | |
| GVB                           | Doezum              |                                                | —                           | |
| GVC                           | Groningen           | september 1929                                 | maart 1933                  | |
| GVV                           | Groningen           | september 1907                                 | juli 1933                   | |
| GWS                           | Groningen           | januari 1938                                   | april 1938                  | Was gelijkertijd ook aangesloten bij de Groninger Kantoor Voetbalbond |
| GZC                           | Groningen           | juli 1934                                      | december 1937               | |
| Hakoah                        | Groningen           | juni 1929                                      | 1941                        | |
| VV Haren (1)                  | Haren               | september 1923                                 | december 1924               | |
| VV Haren (2)                  | Haren               | juni 1928                                      | maart 1935                  | |
| VV Haren (3)                  | Haren               | juni 1935                                      | —                           | |
| Harjosteff                    | Oude Pekela         | oktober 1920                                   | < november 1923             | Heette tot jun 1921 WIK, was later aangesloten bij de Onderlinge Voetbalbond Groningen |
| VV Harkstede                  | Harkstede           | september 1928                                 | —                           | |
| VV Heiligerlee                | Heiligerlee         | september 1920                                 | Vraag                       | |
| VV Heiligerlee                | Heiligerlee         | september 1928                                 | oktober 1941 —              | |
| Hellas                        | Groningen           | november 1921                                  | 1955                        | Fuseerde in 1955 tot Hellas VC |
| VV Helpman (1)                | Helpman             | september 1914                                 | oktober 1919                | |
| VV Helpman (2)                | Groningen           | november 1925                                  | —                           | |
| SV de Heracliden              | Uithuizermeeden     | juni 1938                                      | —                           | Was tot jun 1938 aangesloten bij de Onderlinge Voetbalbond Groningen |
| Hercules                      | Wildervank          | september 1923                                 | > 1925                      | |
| Hermes                        | Sappemeer           | september 1907                                 | 1910/1911?                  | in 1910 of 1911 opgegaan in VV HSC |
| VV Heveskes                   | Heveskes            | augustus 1933                                  | februari 1941               | |
| HFS                           | Groningen           | september 1914                                 | oktober 1916                | |
| HGC                           | Hoogkerk            | oktober 1913                                   | 1914                        | |
| HKV                           | Groningen           | november 1919                                  | november 1920               | |
| VV Holwierde                  | Holwierde           | juni 1938 1945                                 | maart 1942 —                | Was tot 1940 aangesloten bij de Onderlinge Voetbalbond Groningen onder de naam DVS |
| VV Hoogezand                  | Hoogezand           | september 1922                                 | —                           | |
| VV Hoogkerk (1)               | Hoogkerk            | september 1923                                 | augustus 1927               | Heette tot jan 1924 HFC |
| VV Hoogkerk (2)               | Hoogkerk            | november 1932                                  | —                           | |
| VV De Hoogte (1)              | Groningen           | februari 1925                                  | september 1931              | Heette tot feb 1926 Hercules |
| VV De Hoogte (2)              | Groningen           | augustus 1935                                  | september 1940              | |
| Hoornster Boys                | Den Hoorn           | juli 1934                                      | september 1940              | |
| HS '88                        | Hoogezand           |                                                | —                           | |
| HS                            | Hoogezand           | augustus 1939                                  | oktober 1941                | |
| VV HSC                        | Hoogezand           | 1910                                           | —                           | |
| VV Hunsingo                   | Winsum              | mei 1925                                       | —                           | Was tot mei 1925 aangesloten bij de Voetbalbond Noord-Westelijk Groningen |
| Hurry Up                      | Veendam             | augustus 1930                                  | november 1943               | |
| IH                            | Hoogezand           | juni 1912                                      | januari 1926                | |
| Ivria                         | Groningen           | augustus 1928                                  | Vraag                       | |
| Jupiter (1)                   | Veendam             | oktober 1912                                   | oktober 1919                | In 1919 opgegaan in VV Veendam |
| Jupiter (2)                   | Nieuwe Pekela       | september 1931                                 | augustus 1936               | In aug 1936 gefuseerd tot PJC |
| JVV (1)                       | Jipsingboertange    | juni 1936                                      | december 1939               | |
| JVV (2)                       | Jipsingboertange    |                                                | —                           | |
| VV Kiel                       | Hoogezand           | juni 1934                                      | september 1937              | |
| VV Kloosterburen              | Kloosterburen       | juni 1934                                      | —                           | |
| VV KRC                        | Kantens             |                                                | —                           | |
| VV Kwiek                      | Hoogezand           | oktober 1930                                   | —                           | Heette tot jan 1931 DOS |
| De Lauwers                    | Vierhuizen          | september 1926                                 | augustus 1928               | |
| VV Leek                       | Leek                | juli 1933                                      | —                           | Was tot jul 1933 aangesloten bij de Onderlinge Voetbalbond Noorderveld |
| VV Leeuweriken                | Assen               | 1924                                           | september 1926              | Heette tot dec 1924 Geel Zwart, was van sep 1926 aangesloten bij de Drentse Voetbalbond |
| FC LEO                        | Leens               | 1971                                           | —                           | |
| FC Lewenborg                  | Groningen           |                                                | —                           | |
| Lithographen                  | Groningen           | februari 1939                                  | september 1941              | Was tot feb 1939 aangesloten bij de Groninger Kantoor Voetbalbond onder de naam LFC |
| Look Out                      | Veendam             | 1908                                           | 1909                        | Was eerder aangesloten bij de Noordelijke Voetbalbond |
| SC Loppersum                  | Loppersum           | juli 1986                                      | —                           | |
| VV Loppersum                  | Loppersum           | november 1925                                  | juli 1986                   | In 1986 gefuseerd tot SC Loppersum |
| LVC                           | Loppersum           | juni 1938                                      | juli 1986                   | In 1986 gefuseerd tot SC Loppersum |
| VV Mamio                      | Groningen           |                                                | —                           | |
| VV De Marne                   | De Marne            | september 1925                                 | juni 1933                   | |
| De Marne                      | Zuurdijk            | juni 1933                                      | 1971                        | In 1971 gefuseerd tot FC LEO |
| VV Martini                    | Groningen           | april 1935                                     | december 1939               | |
| VV Marum                      | Marum               | augustus 1935                                  | maart 1942                  | Was tot 1935 aangesloten bij de Onderlinge Voetbalbond Noorderveld |
| SV Marum                      | Marum               |                                                | —                           | |
| VV Meeden                     | Meeden              | oktober 1930                                   | —                           | |
| VV Meedhuizen                 | Meedhuizen          | september 1928                                 | oktober 1940                | |
| MEKO                          | Groningen           | juni 1924                                      | januari 1928                | |
| VV Mensingeweer               | Mensingeweer        | september 1924                                 | augustus 1925               | |
| VV Middelstum (1)             | Middelstum          | 1921                                           | juni 1933                   | |
| VV Middelstum (2)             | Middelstum          | juli 1934                                      | —                           | |
| MOC                           | Midwolda            | 1925                                           | juni 1933                   | Was eerder aangesloten bij de Oost-Groninger Voetbalbond |
| MOVV                          | Midwolda            | september 1931                                 | —                           | |
| VV Muntendam                  | Muntendam           | oktober 1927                                   | —                           | |
| SV Mussel                     | Mussel              |                                                | —                           | |
| VV Musselkanaal               | Musselkanaal        | mei 1931                                       | —                           | |
| MVC                           | Middelstum          | juni 1938                                      | Vraag                       | Was tot 1938 aangesloten bij de Onderlinge Voetbalbond |
| Navada                        | Groningen           | oktober 1935                                   | september 1937              | Was ook aangesloten bij de Groninger Kantoor Voetbalbond |
| NBVC                          | Nieuw Buinen        | november 1925                                  | juni 1933                   | Was tot 1925 aangesloten bij de Veenkoloniale Voetbalbond |
| VV Neptunia                   | Delfzijl            | november 1945                                  | —                           | |
| VV Niekerk                    | Niekerk             |                                                | —                           | |
| VV Nieuw Beerta               | Nieuw Beerta        | oktober 1930                                   | juni 1933                   | |
| VV Nieuw Buinen               | Nieuw Buinen        | september 1925                                 | —                           | |
| VV Nieuweschans               | Nieuweschans        | oktober 1926                                   | —                           | |
| VV Nieuwolda (1)              | Nieuwolda           | augustus 1930                                  | september 1937              | In 1937 gefuseerd naar NOVO |
| VV Nieuwolda (2)              | Nieuwolda           | juni 1992                                      | —                           | |
| VV Noordbroek (1)             | Noordbroek          | september 1922                                 | december 1924               | |
| VV Noordbroek (2)             | Noordbroek          | december 1926                                  | september 1931              | |
| VV Noordhorn (1)              | Noordhorn           | augustus 1922                                  | augustus 1927               | |
| VV Noordhorn (2)              | Noordhorn           | augustus 1935                                  | Vraag                       | |
| De Noormannen                 | Groningen           | juli 1924                                      | juni 1933                   | |
| Noordpool UFC                 | Uithuizen           | maart 1922                                     | —                           | |
| VV Noordster                  | Oude Pekela         | november 1925                                  | —                           | Was tot 1925 aangesloten bij de Oost-Groninger Voetbalbond |
| Noordwijker Boys              | Noordwijk           | augustus 1933                                  | september 1939              | Was tot 1933 aangesloten bij de Onderlinge Voetbalbond Westerkwartier |
| VV Noordwolde                 | Noordwolde          |                                                | —                           | |
| VV Nova Zembla                | Finsterwolde        | september 1928                                 | september 1940              | Heette tot nov 1928 Swift, gefuseerd in 1940 tot BNC |
| NOVO                          | Nieuwolda           | september 1937                                 | 1992                        | Gefuseerd in 1992 tot vv Nieuwolda |
| NPVC                          | Nieuwe Pekela       | juli 1925                                      | september 1931              | Was tot 1925 aangesloten bij de Oost-Groninger Voetbalbond |
| NVV                           | Nieuweschans        | juli 1925                                      | juni 1933                   | Was tot 1925 aangesloten bij de Oost-Groninger Voetbalbond |
| OCNEM                         | Groningen           | juni 1929                                      | september 1931              | |
| VV Odin                       | Groningen           | augustus 1922                                  | februari 1925               | |
| ODO                           | Hoogezand           | 1913                                           | 1914                        | |
| ODOH                          | Hoogezand           | 1917                                           | Vraag                       | |
| ODS                           | Groningen           | 1913                                           | 1915                        | Heette tot maa 1915 SDO |
| OGC                           | Groningen           | november 1919                                  | november 1920               | |
| OGVV                          | Groningen           | augustus 1936                                  | maart 1942                  | |
| OHB                           | Oosterhoogebrug     | juli 1930                                      | oktober 1935                | |
| OKV                           | Sappemeer           | september 1923                                 | februari 1926               | |
| OKVC                          | Oldehove            | 1957                                           | —                           | |
| Oldambtster Boys              | Nieuw Scheemda      |                                                | —                           | |
| VV Oldehove                   | Oldehove            | september 1927                                 | 1957                        | Was tot 1927 aangesloten bij de Voetbalbond Noordwestelijk Groningen, fuseerde in 1957 tot OKVC |
| VV Omlandia                   | Ten Boer            |                                                | —                           | |
| ONR                           | Roden               |                                                | Vraag                       | Speelde vanaf midden jaren 70? voor de Drentse Voetbalbond |
| VV Onstwedde                  | Onstwedde           | juli 1934                                      | juli 1935                   | Heette tot aug 1934 OVC |
| Onstwedder Boys               | Onstwedde           |                                                | —                           | |
| Oostelijke Boys               | Groningen           | september 1932                                 | augustus 1945               | In 1945 gefuseerd tot Oosterparkers |
| VV Oostwold                   | Oostwold            | september 1927                                 | juli 1933                   | |
| VV Opende                     | Opende              | december 1947                                  | —                           | |
| Opender Boys                  | Opende              | december 1935                                  | november 1936               | |
| VV Opwierde                   | Opwierde            | juli 1936                                      | maart 1942                  | |
| VV Oranjekanaal               | (provincie Drenthe) | september 1924                                 | november 1925               | |
| CVV Oranje Nassau Groningen   | Groningen           | mei 1926 mei 1929 september 1935 februari 1940 | maart 1931 september 1937 — | Was tot mei 1926 aangesloten bij de Groninger Christelijke Voetbalbond, tussen maa 1931 en sep 1935; en tussen sep 1937 en fab 1940 bij de CNVB                                                           |
| OVA                           | Uithuizen           | juli 1938                                      | Vraag                       | |
| OVO                           | Nieuw-Scheemda      | september 1933                                 | september 1937              | In 1937 gefuseerd tot NOVO |
| OZW                           | Groningen           | september 1936                                 | —                           | |
| De Papagaaien                 | Nieuwe Pekela       | augustus 1929                                  | september 1930              | |
| VV Peize                      | Peize               | juni 1934                                      | —                           | Was tot 1934 aangesloten bij de Onderlinge Voetbalbond Groningen, heette tot 1945 SVP |
| VV Pekela (1)                 | Oude Pekela         | december 1920                                  | december 1926               | |
| VV Pekela (2)                 | Oude Pekela         | augustus 1932                                  | augustus 1936               | Fuseerde in 1936 tot VV Noordster |
| VV Pekelder Boys (1)          | Nieuwe Pekela       | september 1931                                 | september 1936              | |
| VV Pekelder Boys (2)          | Nieuwe Pekela       |                                                | —                           | |
| VV Pelikaan-S                 | Oostwold            |                                                | —                           | |
| VV De Pelikanen               | Appingedam          |                                                | —                           | |
| VV PJC                        | Nieuwe Pekela       | augustus 1936                                  | —                           | |
| PKC '83                       | Groningen           |                                                | —                           | |
| Plevieren                     | Finsterwolde        | oktober 1930                                   | september 1937              | |
| PLW                           | Groningen           | juni 1938                                      | maart 1942                  | Was tot 1938 aangesloten bij de Groninger Kantoor Voetbalbond onder de naam PGW |
| Polar                         | Groningen           | september 1927                                 | juni 1933                   | |
| VV Poolster                   | Spijk               | juni 1938                                      | —                           | Was eerder aangesloten bij de Onderlinge Voetbalbond |
| De Post                       | Groningen           | juli 1936                                      | augustus 1941               | |
| VV Potetos                    | Groningen           |                                                | —                           | |
| PVC                           | Pekela              | 1913                                           | 1913                        | |
| Quick (A)                     | Assen               | november 1914                                  | september 1915              | |
| Quick                         | Veendam             | oktober 1914                                   | november 1915               | |
| VV Quickness (1)              | Assen               | september 1920                                 | juli 1926                   | Heette tot dec 1920 Rood Wit, in juli 1926 overgegaan naar de Drentse Voetbalbond |
| Rapenhaupt                    | Groningen           | september 1931                                 | juni 1933                   | |
| Rapid (1)                     | Groningen           | september 1920                                 | augustus 1922               | Heette tot nov 1920 Rapiditas, in 1922 opgegaan in GVAV |
| Rapid (2)                     | Groningen           | augustus 1922                                  | augustus 1927               | |
| VV Rasch                      | Onderdendam         | augustus 1930                                  | augustus 1938               | |
| Raven                         | Groningen           | november 1921                                  | september 1929              | |
| Rawi                          | Winschoten          | juli 1937                                      | Vraag                       | |
| Red Boys                      | Stadskanaal         | augustus 1932                                  | september 1937              | |
| Renado                        | Stadskanaal         | september 1932                                 | maart 1935                  | |
| VV REO                        | Roodeschool         | april 1935                                     | juli 1963                   | gefuseerd tot Corenos |
| VV De Robben                  | Rottum              | september 1932                                 | juli 1943                   | |
| VV Roden (1)                  | Roden               | september 1923                                 | februari 1926               | |
| VV Roden (2)                  | Roden               | september 1930                                 | september 1931              | In september 1931 overgegaan naar de Drentse Voetbalbond |
| VV Rolde                      | Rolde               | oktober 1925                                   | december 1925               | |
| VV Rood Blauw                 | Pieterburen         | augustus 1934                                  | Vraag                       | |
| VV Rood Wit                   | Noordbroek          | juni 1934                                      | december 1941               | |
| Royal                         | Groningen           | november 1921                                  | augustus 1933               | In 1933 gefuseerd tot GRC Groningen |
| Salegro                       | Groningen           | januari 1938                                   | december 1939               | |
| Santega                       | Groningen           | september 1927                                 | oktober 1930                | |
| VV Sappemeer                  | Sappemeer           | oktober 1919                                   | februari 1929               | |
| Sarto                         | Groningen           | 1917 1922 of 1923                              | juni 1920 februari 1926     | Was tussen 1921 en 1922 of 1923 aangesloten bij de RKUVB |
| SBA                           | Winschoten          | oktober 1921                                   | juni 1933                   | Was tot 1921 aangesloten bij de Oost-Groninger Voetbalbond |
| SCG                           | Groningen           |                                                | januari 1939                | Was eerder aangesloten bij de Groninger Kantoor Voetbalbond |
| VV Scheemda (1)               | Scheemda            | oktober 1919                                   | november 1920               | |
| VV Scheemda (2)               | Scheemda            | oktober 1920                                   | oktober 1922                | Heette tussen okt en dec 1920 DES, opgegaan in Take Care (Eext-Scheemda) |
| VV Scheemda (3)               | Scheemda            | september 1929                                 | —                           | Heette tot juli 1932 OLTO |
| VV Sellingen (1)              | Sellingen           | augustus 1933                                  | maart 1942                  | |
| VV Sellingen (2)              | Sellingen           |                                                | —                           | |
| VV SETA                       | Musselkanaal        | oktober 1956                                   | —                           | |
| SFC                           | Stadskanaal         | januari 1935                                   | Vraag                       | |
| VV SGV                        | Groningen           |                                                | —                           | |
| SGO                           | Groningen           | mei 1941                                       | maart 1942                  | |
| VV Siddeburen                 | Siddeburen          | juli 1935                                      | —                           | |
| VV SIOD                       | Nieuwe Pekela       | november 1908                                  | 1909                        | |
| VV SIOS                       | Sauwerd             |                                                | —                           | |
| VV Smilde                     | Smilde              | november 1919                                  | oktober 1921                | Heette in november 1919 SVV, vanaf december 1919 VV Smilde. Mogelijke heropgericht in 1930 bij de Drentse Voetbalbond                                                                                     |
| SOS                           | Assen               | november 1914                                  | december 1918               | |
| SOS                           | Groningen           | mei 1929                                       | december 1931               | |
| VV SPW                        | Stadskanaal         |                                                | —                           | |
| SRM                           | Groningen           | februari 1939                                  | maart 1942                  | |
| STA                           | Groningen           | november 1925                                  | —                           | Was tot sep 1925 aangesloten bij de Veenkoloniale Voetbalbond |
| SC Stadskanaal                | Stadskanaal         | september 1920                                 | —                           | |
| VV Stedum (1)                 | Stedum              | oktober 1927                                   | oktober 1930                | |
| VV Stedum (2)                 | Stedum              | juni 1938                                      | —                           | |
| De Stormers                   | Groningen           | april 1930                                     | augustus 1936               | Heette tot aug 1930 De Zwaluwen |
| SVA                           | Hoogezand           | september 1926                                 | januari 1931                | |
| SVM                           | Musselkanaal        | juni 1935                                      | februari 1937               | |
| SVMH                          | Niebert             | september 1935                                 | —                           | |
| SVV                           | Stadskanaal         | juli 1912                                      | januari 1913                | |
| Swastika                      | Groningen           | september 1922                                 | december 1924               | |
| Take Care (1)                 | Scheemda            | 1908 1913                                      | oktober 1911 november 1915  | |
| Take Care (2)                 | Eext Scheemda       | oktober 1921                                   | december 1924               | |
| VV Ten Boer                   | Ten Boer            | september 1928                                 | juni 1933                   | |
| VV Ten Post                   | Ten Post            | april 1926                                     | —                           | Vanaf 1945 de huidige naam SV TEO aangenomen |
| Termunter Boys                | Termunten           | mei 1938                                       | december 1939               | |
| SV THOS                       | Beerta              | september 1922                                 | —                           | Was tot 1922 aangesloten bij de Oost-Groninger Voetbalbond, heette tot 1945 VV THOS |
| VV Tjuchem                    | Tjuchem             | augustus 1935                                  | januari 1939                | |
| VV Tolbert                    | Tolbert             | augustus 1933                                  | oktober 1935                | Was eerder aangesloten bij de Onderlinge Voetbalbond Westerkwartier |
| TSV                           | Ter Apelkanaal      | augustus 1936                                  | januari 1939                | |
| UFC                           | Uithuizen           | november 1920                                  | augustus 1922               | |
| UFC                           | Usquert             | oktober 1920                                   | Vraag                       | |
| VV Uithuizen                  | Uithuizen           | september 1922                                 | juni 1933                   | |
| UNA                           | Muntendam           | september 1922                                 | oktober 1923                | |
| Upright                       | Winschoten          | 1911 juni 1933                                 | oktober 1930 januari 1939   | |
| Upward                        | Assen               | december 1920                                  | juni 1925                   | |
| VV Usquert                    | Usquert             | september 1922                                 | —                           | |
| UVV '70                       | Ulrum               |                                                | —                           | |
| VAS                           | Groningen           | september 1936                                 | januari 1939                | |
| VCN                           | Groningen           | augustus 1928                                  | augustus 1930               | |
| VDS                           | Veendam             | april 1932                                     | Vraag                       | |
| VDW                           | Assen               | september 1922                                 | < 1936                      | |
| VV Veelerveen                 | Veelerveen          | augustus 1933                                  | —                           | |
| VV Veendam 1894               | Veendam             | 1909                                           | —                           | Heette tot 1911 PJ Veendam |
| VV Veenhuizen                 | Veenhuizen          | september 1920                                 | augustus 1922               | |
| Velocitas 1897                | Groningen           | september 1907                                 | —                           | |
| VES                           | Groningen           | januari 1935                                   | 1955                        | Was tot 1935 aangesloten bij de Onderlinge Voetbalbond Groningen, gefuseerd naar Hellas V.C. |
| VEV '67                       | Leek                |                                                | —                           | |
| V.I.A. (1)                    | Groningen           | september 1907                                 | december 1918               | |
| V.I.A. (2)                    | Groningen           | september 1919                                 | november 1920               | |
| V.I.A. (3)                    | Groningen           | oktober 1921                                   | 1958                        | |
| Viboa                         | Winsum              | juni 1938 januari 1946                         | maart 1942 —                | Was tot 1938 aangesloten bij de Onderlinge Voetbalbond |
| VIOL                          | Zuidhorn            | oktober 1914                                   | april 1918                  | |
| VV Vlagtwedde                 | Vlagtwedde          | juli 1933                                      | maart 1942                  | |
| Vlugheid en Kracht (V. en K.) | Assen               | april 1918                                     | augustus 1920               | |
| VOMOS                         | Scheemda            | september 1924                                 | maart 1942                  | Heette tot dec 1926 SDO |
| Voorwaarts                    | Wildervank          | 1913                                           | 1913                        | |
| Voorwaarts                    | Zuidbroek           | oktober 1914                                   | december 1915               | |
| VV Vriescheloo                | Vriescheloo         | augustus 1933                                  | januari 1939                | |
| VVC                           | Hoogkerk            | augustus 1933                                  | augustus 1936               | Was tot 1933 aangesloten bij de Onderlinge Voetbalbond Groningen onder de naam VSV, heette tot aug 1935 VV Vinkhuizen                                                                                     |
| VVCP                          | Groningen           | december 1937                                  | januari 1939                | |
| VV De Vogels                  | Groningen           | juni 1924                                      | —                           | |
| VVG                           | Groningen           | augustus 1931                                  | —                           | Later herbenoemd naar VV Groningen |
| VVK                           | Groningen           | februari 1932                                  | —                           | |
| VVS Oostwold                  | Oostwold            |                                                | —                           | |
| VWC                           | Veendam             | september 1939                                 | Vraag                       | |
| VV 't Waar                    | 't Waar             | augustus 1933                                  | Vraag                       | |
| VV Wagenborgen                | Wagenborgen         | augustus 1933                                  | —                           | |
| VV Wagenborger Boys           | Wagenborgen         | juni 1961                                      | —                           | |
| VV Warffum (1)                | Warffum             | 1919                                           | mei 1929                    | |
| VV Warffum (2)                | Warffum             | april 1932                                     | —                           | |
| WAS                           | Sappemeer           | 1913                                           | april 1918                  | In 1913 eerst geregistreerd bij de Friesche Voetbalbond |
| VV Wedde (1)                  | Wedde               | augustus 1932                                  | december 1939               | |
| VV Wedde (2)                  | Wedde               |                                                | —                           | |
| VV Westerwolde                | Vlagtwedde          |                                                | —                           | |
| VV WEO                        | Woldendorp          | augustus 1932                                  | —                           | |
| VV Westerbroek                | Westerbroek         | september 1923                                 | —                           | |
| VV Westeremden                | Westeremden         | juni 1938                                      | januari 1942                | |
| VV Westerkwartier             | Grijpskerk          | 1909                                           | 1915                        | |
| VV Westerlee (1)              | Westerlee           | augustus 1933                                  | september 1937              | |
| VV Westerlee (2)              | Westerlee           |                                                | —                           | |
| VV De Wieke                   | Ommelanderwijk      | mei 1932                                       | juni 1936                   | Heette tot jun 1932 Ommelanderwijk, in 1936 opgegaan in DWZ Zuidwending |
| VV Wildervank (1)             | Wildervank          | september 1920                                 | augustus 1924               | |
| VV Wildervank (2)             | Wildervank          | augustus 1930                                  | —                           | |
| De Wilper Boys                | De Wilp             | augustus 1933                                  | september 1940              | |
| Wilhelmina                    | Stadskanaal         | september 1907                                 | mei 1915                    | |
| VV Winschoten                 | Winschoten          | september 1920                                 | augustus 1925               | |
| Winschoter Boys               | Winschoten          | september 1926                                 | januari 1928                | |
| WK                            | Groningen           | augustus 1939                                  | augustus 1942               | |
| Wodan                         | Groningen           | augustus 1922                                  | december 1924               | |
| wodan                         | Muntendam           | september 1923                                 | juni 1926                   | Tussen 1923 en 1925 had de club Hercules Veendam als naam |
| Woldjer Boys                  | Siddeburen          | november 1926                                  | juni 1941                   | Tussen 1926 en juli 1931 had de club Siddeburen als naam |
| SV Woltersum                  | Woltersum           | februari 1926                                  | —                           | |
| WVC                           | Warffum             | juni 1920                                      | september 1929              | |
| WVV 1896                      | Winschoten          | september 1907                                 | —                           | |
| VV Zandeweer                  | Zandeweer           | oktober 1932                                   | juni 1938                   | |
| VV 't Zandt                   | 't Zandt            | juli 1933                                      | —                           | |
| VV ZEC                        | Zandeweer           |                                                | —                           | |
| SV Zeester                    | zoutkamp            |                                                | —                           | |
| VV Zeester                    | Zoutkamp            | augustus 1933                                  | december 1939               | |
| VV Zevenhuizen                | Zevenhuizen         |                                                | —                           | |
| VV Zijldijk                   | Zijldijk            | juli 1937                                      | maart 1942                  | |
| VV Zuidbroek                  | Zuidbroek           | oktober 1921                                   | 1951                        | |
| VV Zuidhorn                   | Zuidhorn            | oktober 1929                                   | —                           | |
| VV Zuidwending                | Zuidwending         | augustus 1932                                  | mei 1936                    | |

1. ↑  Joodse clubs in Groningen. Gearchiveerd op 1 november 2020. Geraadpleegd op 31 maart 2024.